# Nicholas Meyer
Pour les articles homonymes, voir Meyer.
Nicholas Meyer, né le 24 décembre 1945 à New York, est un romancier, scénariste, réalisateur, producteur et acteur américain.
Il est connu pour son implication dans l'univers audiovisuel de Star Trek, ses romans inspirés de Sherlock Holmes et son film C'était demain (Time After Time, 1979), dont le scénario est inspiré du roman La Machine à explorer le temps de H. G. Wells.

## Biographie
Après l'obtention d'un diplôme en cinéma de l'université de l'Iowa en 1968, il travaille comme attaché de presse pour Paramount Pictures jusqu'en 1970. Cette année-là, il publie un essai, The Love Story Story, qui étudie le film Love Story, réalisé la même année par Arthur Hiller. Il se lance ensuite dans le roman policier avec L'Honneur perdu du sergent Rollins (Target Practice, 1974), un récit inspiré d'un fait réel où un détective privé de Los Angeles enquête sur le suicide présumé d'un ancien sergent de l'armée américaine accusé d'avoir trahi son pays pendant la guerre du Viêt Nam.
Le succès échoit toutefois à Nicholas Meyer grâce à ses pastiches ayant pour héros Sherlock Holmes, le célèbre personnage de Sir Arthur Conan Doyle. Dans La Solution à 7 % (The Seven-Per-Cent Solution, 1974), le docteur Watson, inquiet de la consommation de cocaïne de son ami Sherlock Holmes l'oblige à se rendre à Vienne pour consulter le jeune Sigmund Freud qui fait subir au détective une cure de désintoxication. C'est le point de départ d'une enquête échevelée. Meyer signe lui-même le scénario qui adapte ce roman qui devient Sherlock Holmes attaque l'Orient-Express (The Seven-Per-Cent Solution), un film américain réalisé par Herbert Ross en 1976. Dès lors, Nicholas Meyer poursuit en parallèle ses carrières de romancier et de scénariste, passant en outre derrière la caméra pour devenir réalisateur à partir de 1979 avec C'était demain (Time After Time) qui raconte comment le romancier H. G. Wells poursuit Jack l'Éventreur à travers le temps.
En 2016 est lancée la série Les Médicis : Maîtres de Florence, dont il est le cocréateur. Après avoir réalisé et coécrit les films Star Trek 2 : La Colère de Khan (1982) Star Trek 6 : Terre inconnue (1991) et écrit Star Trek 4 : Retour sur Terre (1986), il renoue avec l'univers Star Trek en officiant comme producteur-consultant et en participant à l'écriture de quelques épisodes de la série télévisée Star Trek: Discovery prévue pour 2017.

## Filmographie
Sauf indication contraire, les informations mentionnées dans cette section peuvent être confirmées par la base de données cinématographiques IMDb,  présente dans la section « Liens externes ».

### Comme scénariste

#### Au cinéma
- 1973 : L'Invasion des femmes abeilles (Invasion of the Bee Girls) de Denis Sanders
- 1976 : Sherlock Holmes attaque l'Orient-Express (The Seven-Per-Cent Solution) de Herbert Ross
- 1979 : C'était demain (Time After Time) de lui-même
- 1982 : Star Trek 2 : La Colère de Khan (Star Trek: The Wrath of Khan) de lui-même
- 1986 : Star Trek 4 : Retour sur Terre (Star Trek IV: The Voyage Home) de Leonard Nimoy
- 1987 : Liaison fatale (Fatal Attraction) d'Adrian Lyne (non crédité)
- 1991 : Company Business de lui-même
- 1991 : Star Trek 6 : Terre inconnue (Star Trek VI: The Undiscovered Country) de lui-même
- 1993 : Sommersby de Jon Amiel
- 1993 : Meurtre par intérim (The Temp) de Tom Holland (participation non créditée)
- 1995 : Les Démons du passé (Voices From A Locked Room) de Malcolm Clarke
- 1997 : The Informant (en) de Jim McBride
- 2002 : Dommage collatéral (Collateral Damage) d'Andrew Davis (participation non créditée)
- 2003 : La Couleur du mensonge (The Human Stain) de Robert Benton
- 2008 : Lovers (Elegy) d'Isabel Coixet
- 2009 : The Hessen Affair de Paul Breuls

#### À la télévision
- 1974 : Judge Dee and the Monastery Murders
- 1975 : La Nuit qui terrifia l'Amérique (The Night That Panicked America)
- 2002 : Fall From the Sky (TV)
- 2006 : Orpheus (téléfilm) de Bruce Beresford
- 2014 : Houdini, l'illusionniste (Houdini) (mini-série en 2 parties)
- 2015 : Crossing Lines - saison 3, 1 épisode
- 2016 : Les Médicis : Maîtres de Florence (Medici: Masters of Florence) - saison 1 de 8 épisodes (également créateur de la série)
- 2017 : Star Trek: Discovery (série télévisée) - 1 épisode

### Comme réalisateur

#### Au cinéma
- 1979 : C'était demain (Time After Time)
- 1982 : Star Trek 2 : La Colère de Khan (Star Trek: The Wrath of Khan)
- 1985 : Toujours prêts (Volunteers)
- 1988 : Les Imposteurs (The Deceivers)
- 1991 : Company Business
- 1991 : Star Trek 6 : Terre inconnue (Star Trek VI: The Undiscovered Country)

#### À la télévision
- 1983 : Le Jour d'après (The Day After)
- 1985 : Faerie Tale Theatre - 1 épisode
- 1999 : Vendetta

### Comme producteur

#### Au cinéma
- 1997 : The Informant (en) de Jim McBride
- 2002 : Dommage collatéral (Collateral Damage) d'Andrew Davis

#### À la télévision
- 1997 : L'Odyssée (The Odyssey) (mini-série)
- 2015 : Crossing Lines - saison 3, 6 épisodes (producteur consultant)
- 2016 : Les Medicis : Maîtres de Florence (série télévisée)
- 2017-2018 : Star Trek: Discovery (série télévisée) - 13 épisodes (producteur consultant)

### Comme acteur
- 1982 : Mae West (téléfilm) : George Raft
- 2004 : Awaken the Giant : Big Time Producer

## Œuvre littéraire

### Romans policiers

#### Pastiches de Sherlock Holmes
- The Seven-Per-Cent Solution (1974) Publié en français sous le titre La Solution à 7 %, traduit par Rosine Fitzgerald, Paris, Robert Laffont, 1976 ; réédition, Paris, J'ai lu no 1473, 1983  (ISBN 2-277-21473-6)
- The West End Horror (1976) Publié en français sous le titre L'Horreur du West End, traduit par Dominique Maisons, Paris, NéO, coll. « Le Miroir obscur » no 151-152, 1984  (ISBN 2-7304-0513-5) ; réédition, Paris, Fleuve noir coll. « Engrenage », no 109, 1985  (ISBN 2-265-02853-3)
- The Canary Trainer (1993) Publié en français sous le titre Sherlock Holmes et le Fantôme de l'Opéra, traduit par Pierre Charras, Paris, L'Archipel, 1995  (ISBN 2-84187-004-9) ; réédition, Paris, Archipoche no 122, 2009  (ISBN 978-2-35287-127-9)
- The Adventure of the Peculiar Protocols (2019) Publié en français sous le titre Sherlock Holmes et les Protocoles des Sages de Sion, Paris, L'Archipel, 2022
- The Return of the Pharaoh (2021)
- Sherlock Holmes and the Telegram from Hell (2024)
- Sherlock Holmes and the Real Thing (2025)

#### Autres romans policiers
- Target Practice (1974) Publié en français sous le titre L'Honneur perdu du sergent Rollins, traduit par Christophe Claro, Paris, Fleuve noir, coll. « Les Noirs » no 23, 1997  (ISBN 2-265-00112-0)
- Black Orchid (1978), en collaboration avec Barry Jay Kaplan Publié en français sous le titre Manaus, traduit par Jean-François Blézot et Jean-Pierre Maurel, Paris, Éditions Alta, 1978

### Autres publications
- The Love Story Story (1970)
- The View From the Bridge: Memories of Star Trek and a Life in Hollywood (2009)
- Confessions of a Homing Pigeon(1981)Publié en français sous le titre Confessions d'un pigeon voyageur, traduit par Marianne Véron, Paris, Robert Laffont, coll. « Participe présent », 1983  (ISBN 2-221-01023-X)

## Distinctions principales
Source et distinctions complètes : Internet Movie Database

### Récompenses
- Saturn Awards 1980 : meilleur scénario pour C'était demain
- Festival international du film fantastique d'Avoriaz 1980 : Grand Prix et Antenne d'or pour C'était demain
- Saturn Awards 1983 : meilleure réalisation pour Star Trek 2 : La Colère de Khan
- Saturn Awards 1984 : prix spécial George Pal Memorial
- Festival international du film de Catalogne 2008 : prix spécial

### Nominations
- Primetime Emmy Awards 1976 : meilleur scénario original d'un programme spécial - drame ou comédie pour La Nuit qui terrifia l'Amérique
- Oscars 1977 : meilleur scénario adapté pour Sherlock Holmes attaque l'Orient-Express
- Saturn Awards 1980 : meilleure réalisation pour C'était demain
- Primetime Emmy Awards 1983 : meilleure réalisation d'un téléfilm ou d'un programme spécial pour Le Jour d'après
- Saturn Awards 1987 : meilleur scénario pour Star Trek 4 : Retour sur Terre
- Primetime Emmy Awards 1997 : meilleure mini-série pour L'Odyssée
- Prix Hammett 2020 pour The Adventure of the Peculiar Protocols[3]

## Sources
- Claude Mesplède, Dictionnaire des littératures policières, vol. 2 : J - Z, Nantes, Joseph K, coll. « Temps noir », 2007, 1086 p. (ISBN 978-2-910-68645-1, OCLC 315873361), p. 361